# Microhyla nilphamariensis
Microhyla nilphamariensis es una especie de anfibio anuro de la familia Microhylidae. Esta rana se distribuye por el norte de Pakistán, Nepal, norte y oeste de la India y noroeste de Bangladés. Se ha confundido con otras especies de su género como Microhyla ornata y Microhyla mymensinghensis.
El holotipo es un macho que mide 17,36 mm y el paratipo es una hembra que mide 17,84 mm.
El nombre de su especie, compuesto de nilphamari y el sufijo latín -ensis, significa "que vive, que habita", y le fue dado en referencia al lugar de su descubrimiento, el distrito de Nilphamari.

## Publicación original
- Howlader, Nair, Goplan & Merilä, 2015 : A new species of Microhyla (Anura: Microhylidae) from Nilphamari, Bangladesh. Public Library of Science (PLos) One, vol. 10, n.º 3, p. e0119825, 1–18.